# Vicente Tonijuán
Vicente Tonijuán García, né le 14 janvier 1902 à Barcelone (Catalogne, Espagne) et mort le 30 décembre 1983 dans la même ville, est un footballeur espagnol des années 1920 qui joue au poste de milieu de terrain avant de devenir entraîneur.

## Biographie
Vicente Tonijuán commence à jouer en 1920 à l'Internacional dans le quartier barcelonais de Sants. Deux ans plus tard, en 1922, il est recruté par l'Espanyol de Barcelone. L'année suivante, il rentre dans l'histoire du club en inscrivant le premier but au Stade de Sarrià lors d'un match contre l'UE Sants en 1923. 
Après deux années passées à l'Espanyol, il évolue à un bon niveau avec l'UE Sants, nom du club formé à partir de l'Internacional, de 1923 à 1926. 
Lors de la saison 1926-1927, Vicente Tonijuán évolue dans les rangs du FC Barcelone avant de faire deux saisons, entre 1927 et 1927 avec le Terrassa FC. En 1929, il retourne finalement à l'Espanyol mais ne joue que sept matchs de championnat.
Vicente Tonijuán joue la saison 1930-1931 avec le Real Oviedo puis devient l'entraîneur de cette équipe. Lors de la saison 1932-1933, il parvient à faire monter Oviedo en première division, mais décide finalement de quitter le club.
Durant les années 1920, Tonijuán pratique également l'athlétisme et obtient de bons résultats, en particulier dans les courses de cross.